# Park House (Aberdeenshire)

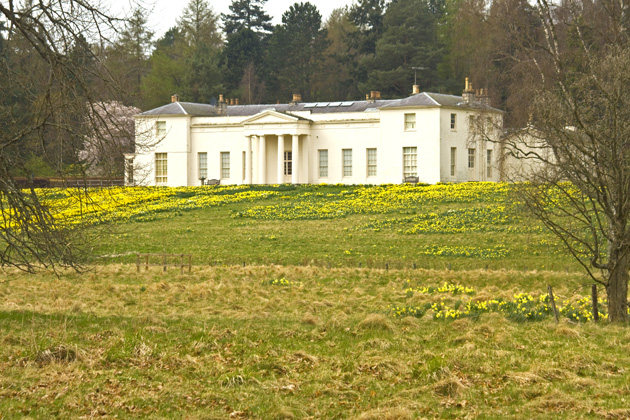
Park House

Park House ist ein Herrenhaus nahe der schottischen Ortschaft Drumoak in der Council Area Aberdeenshire. 1971 wurde das Bauwerk in die schottischen Denkmallisten in der höchsten Denkmalkategorie A aufgenommen.

## Geschichte
Bauherr von Park House war William Moir, welcher den schottischen Architekten Archibald Simpson mit der Planung des Gebäudes betraute. In einer Verkaufsanzeige aus dem Jahre 1836 ist das Baujahr 1824 angegeben, während in der Literatur meist 1822 angegeben ist.

## Beschreibung
Park House steht isoliert rund 1,5 Kilometer südwestlich von Drumoak zwischen dem linken Ufer des Dee und der A93. Das zweistöckige Herrenhaus ist im klassizistischen neogriechischen Stil ausgestaltet. Seine südostexponierte Hauptfassade ist elf Achsen weit. Mittig tritt ein drei Achsen weiter dorischer Portikus mit ornamentiertem Fries aus der Fassade heraus. Zu beiden Seiten flankieren einstöckige Flügel das Herrenhaus. Ihre Fassaden sind mit Harl verputzt. Das Vestibül ist mit Kuppel und dorischen Säulen gestaltet.